# Bacon

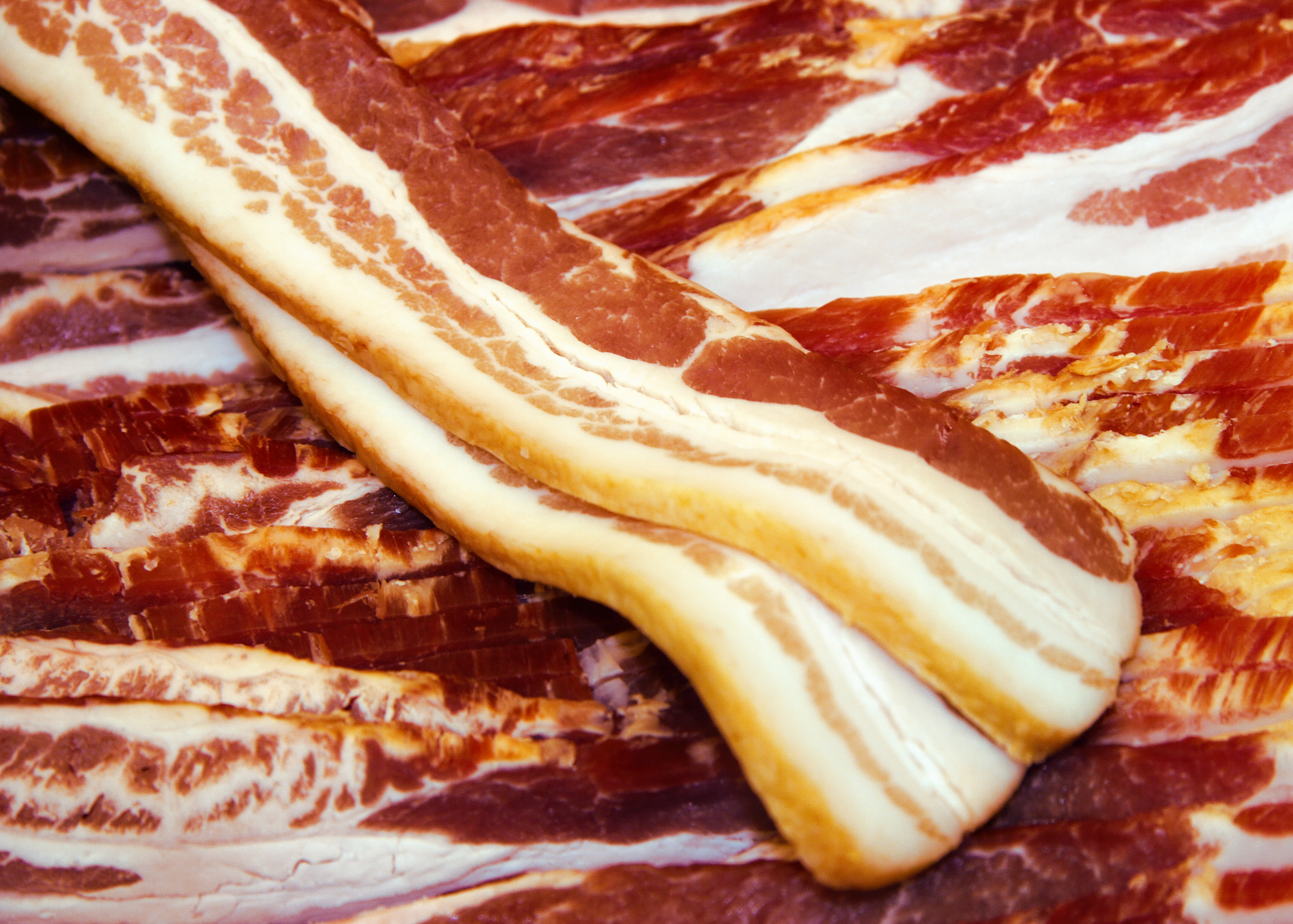
Fâşie de bacon nepreparată din zona abdominală a porcului

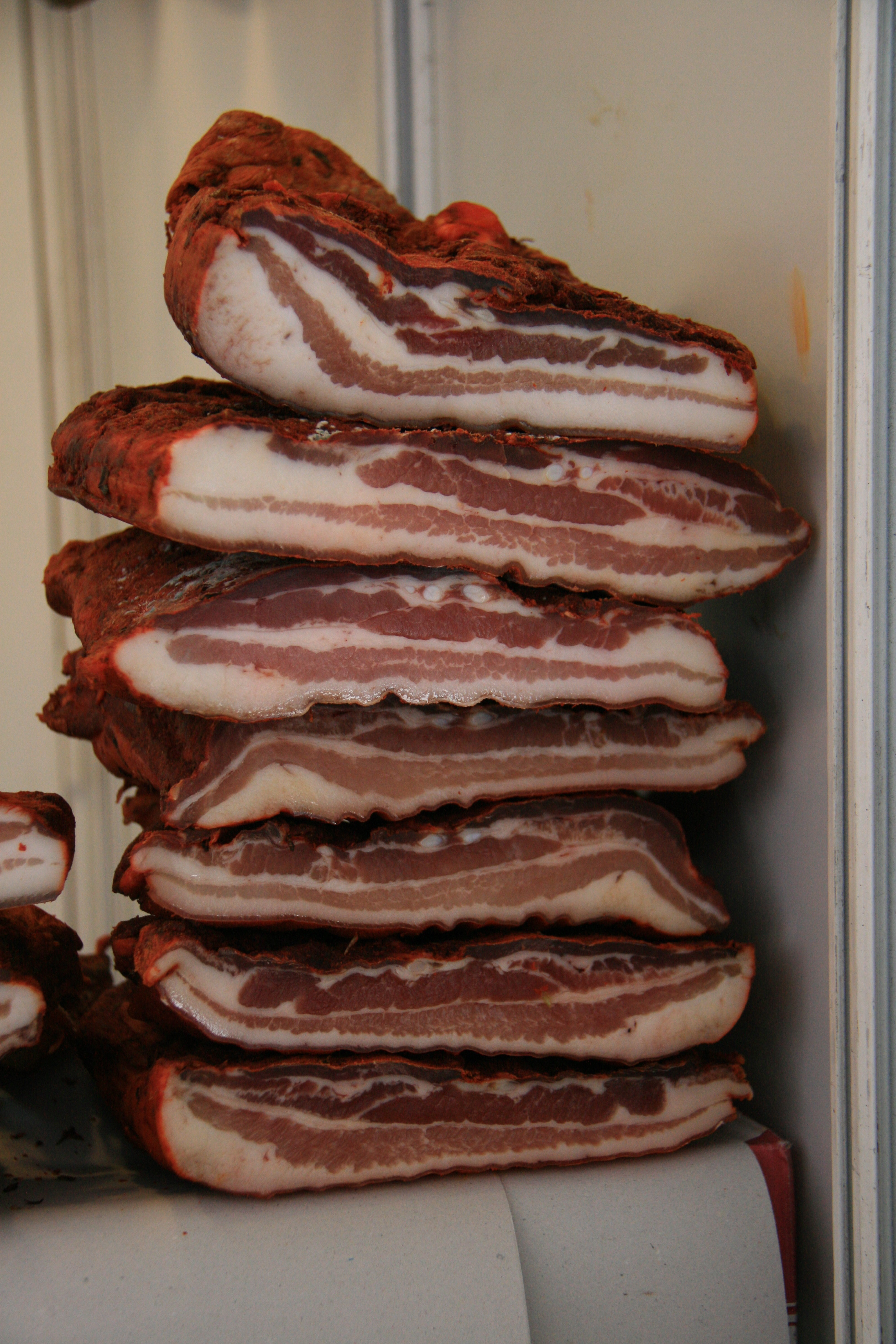

Bacon este un aliment englezesc ce denumește un anumit tip de carne de porc, obținută în urma îngrășării porcilor după un sistem specific de hrană (mai ales cu nutreț bogat în proteine) și a unei prelucrări speciale (sărare, afumare, îndepărtarea capului, coloanei vertebrale, oaselor lungi și a extremităților membrelor).
Porcii îngrășați pentru producerea de bacon se sacrifică la 6 luni, când ating greutatea de 90 de kg, urmărindu-se ca stratul de slănină de pe spate să aibă grosimea de numai 2,5
—4 cm, grăsimea să fie consistentă și de culoare albă, iar carnea elastică și infiltrată uniform cu grăsime.
Acest tip de carne se evidențiază prin calități gustative și nutritive superioare.